# Droctulf
Droctulf (Droctulfus, Droctulfo, Drocton) (secolul al VI-lea) a fost un general bizantin de origine suevă sau alamană.
Potrivit lui Paul Diaconul, Droctulf s-a ridicat din rândul longobarzilor, intrând odată cu aceștia în Peninsula Italică în 569. În continuare, el s-a raliat trupelor bizantine pentru a lupta chiar împotriva celor cu care venise în Italia și a devenit un aliat important atât pentru Bizanț cât și pentru papalitate.
După ce a devenit duce de Spoleto, longobardul Faroald I, a capturat Classis, portul Ravennei la Marea Adriatică. Droctulf a intervenit și l-a recucerit în numele Imperiului în 575–576.
Pentru o scurtă perioadă de timp, Droctulf a fost capturat (Paul Diaconul vorbește de captivitas), însă a fost eliberat, după care a continuat să servească drept comandant (dux) al postului bizantin din Brescello (Reggio nell'Emilia), care păzea un pod de peste Pad care ducea către Classis, începând din jurul anului 584. Între anii 584 și 590, Droctulf a luptat neâncetat împotriva regelui Authari al longobarzilor, care până la urmă l-a silit să se retragă în Ravenna, în vreme ce regiunea Brescello a fost preluată de longobarzi, iar zidurile cetății au fost distruse până la temelii.
După insuccesul din Italia, Droctulf a fost solicitat să lupte în Balcani și Tracia, pentru a respinge incursiunile slavilor și avarilor care pe atunci asediau Adrianopol (586). Bizantinii i-au conferit dreptul de a fi înmormântat în Bazilica San Vitale din Ravenna. 